# 德国雇主协会总会
德国雇主协会总会 （德语： Bundesvereinigung der Deutschen Arbeitgeberverbände，簡稱BDA ）是德国的一個僱主組織，1999年前總部位於科隆，之後搬到柏林。它是国际雇主组织的成員。
該組織的前身是1913年至1934年的德国雇主协会联合会。1947年，西部地区雇主协会（Arbeitsgemeinschaft der Arbeitgeber der Westzone）成立，并最终发展成为成立于1950年的德国雇主协会总会。
1977年，前党卫队军官兼BDA负责人汉斯·马丁·施莱尔被德国红军派成員殺死。